# 石本喜久治

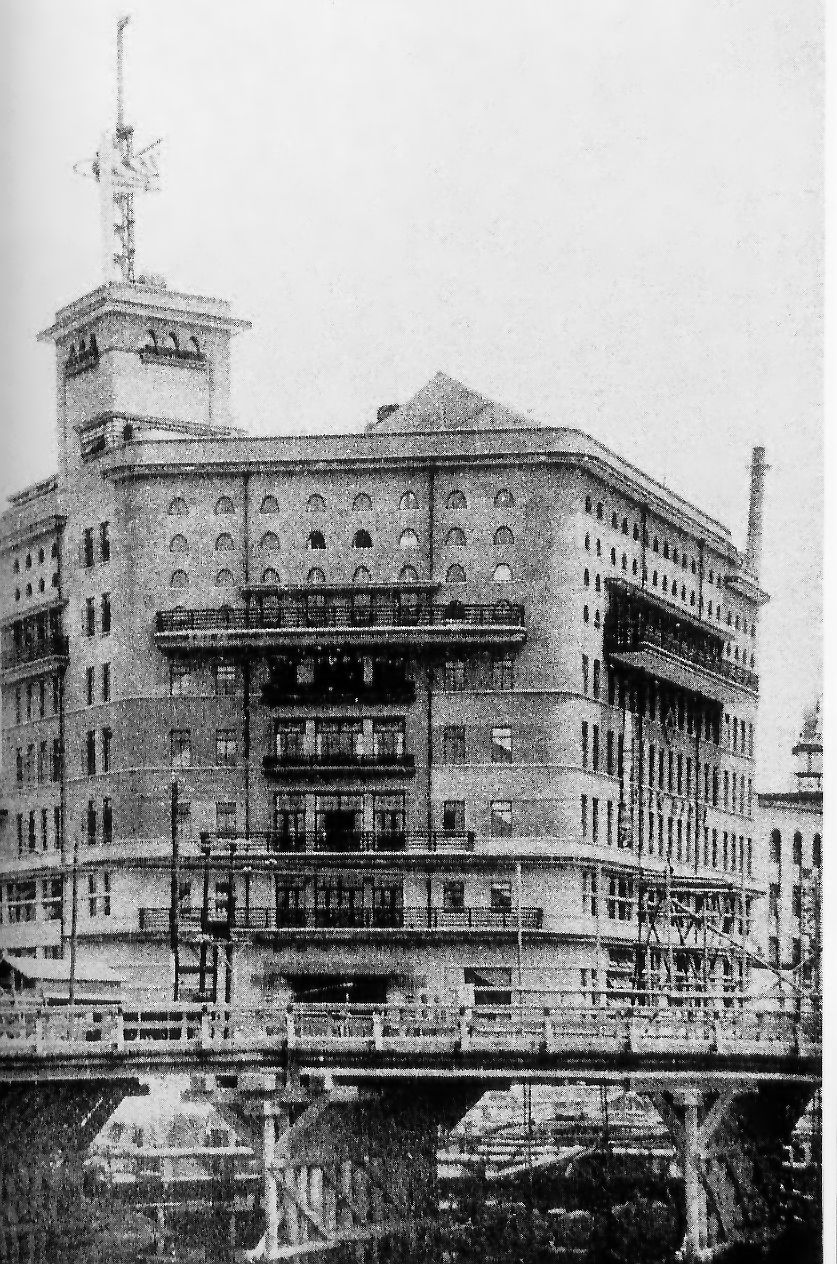
東京朝日新聞社（1927）

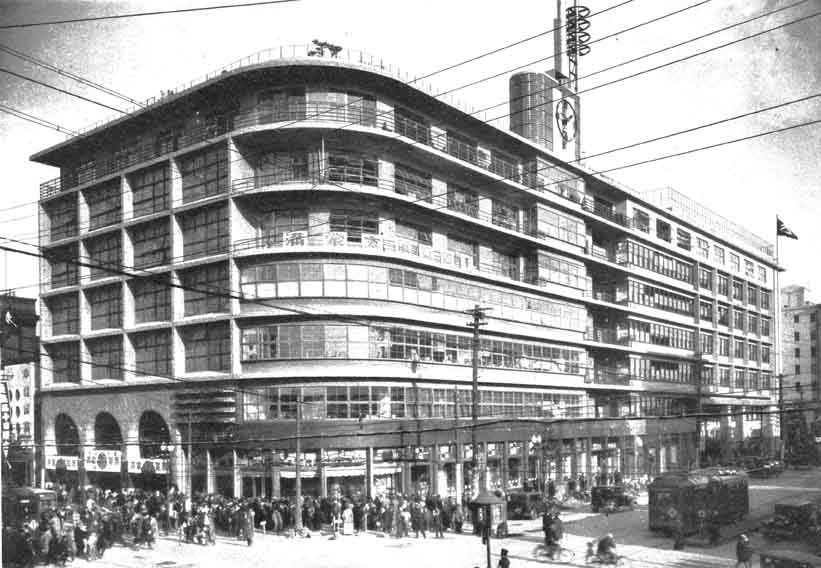
白木屋本店（1928年）

石本 喜久治（いしもと きくじ、1894年2月15日 - 1963年11月27日）は、日本の建築家。
同期卒業の堀口捨己、山田守らと分離派建築会を結成し、日本の近代建築運動の第一歩を記した。数寄屋橋の旧朝日新聞社でデピュー後に設立した設計事務所において、支所の開設や法人化など、時代を先取りした事務所経営を行なった。

## 来歴
神戸市生まれ。大阪市高津尋常小学校卒業、旧制大阪府立今宮中学校卒業、東京高等工業学校中退、旅順工科大学予科中退、旧制第三高等学校卒業。
1920年、東京帝国大学工学部建築学科を卒業後、大阪の竹中工務店に入店。
1922年から自費で欧米を視察し、特にドイツの近代建築運動にふれた。
1927年、白木屋の設計を機に竹中工務店を退社。片岡安と共に大阪に片岡石本建築事務所を開設。
その後、1931年、石本建築事務所を設立した。
1935（昭和10)年、中国・新京に石本川合建築事務所開設。
1937年、北京・上海にも事務所開設。
1945（昭和20)、新日本住宅（株）設立(1949解散）。
1951（昭和26)年、（株）石本建築事務所に改組。
1954（昭和29)年、大阪石本建築事務所、北海道石本建築事務所開設
1957（昭和32)年、石本建築事務所代表取締役会長（大阪・北海道事務所吸収）。

## 作品
日本橋の白木屋本店（第1期1928、第2期1931）はモダニズム建築の代表作として建築史上知られるが、一般にビル火災（1932年）の舞台として有名である。
ほかに竹中工務店時代の東京朝日新聞社（1927）のほか、銀座パレス1931）、
日本タイプライター社社屋（1936年）日生病院（1937）、日本居留民団中学校・高等学校（1940-44）中華航空社屋・社宅（1940-44）広島市民球場（1957）などがある。

## 石本建築事務所
石本建築事務所は1951年、株式会社化。1963年の石本の死去後も続いており、2005年には石井誠が社長に就任した。

## その他
- 石本建築事務所には詩人・立原道造が在籍し、石本邸などの設計に関わった。
- 朝日新聞社、白木屋の設計には山口文象が協力した。